# Palazzo ex Artigianelli
Il palazzo ex Artigianelli, già Degrada, è un edificio di Crema.

## Storia
Precedentemente all'attuale edificio sorgevano due abitazioni di cui una di proprietà Fadini che venne lasciata in eredità alla Scola del SS. Sacramento. In seguito furono acquistate da Andrea Benzoni.
Nel 1815 gli stabili risultavano di proprietà di Domenico Bombozzi mentre alla fine del secolo subentrò Gaetano Degrada che fece demolire nel 1897 le precedenti costruzioni in stile sei-settecentesco per far erigere l'attuale immobile su progetto dell'ingegner Vittorio Vimercati.

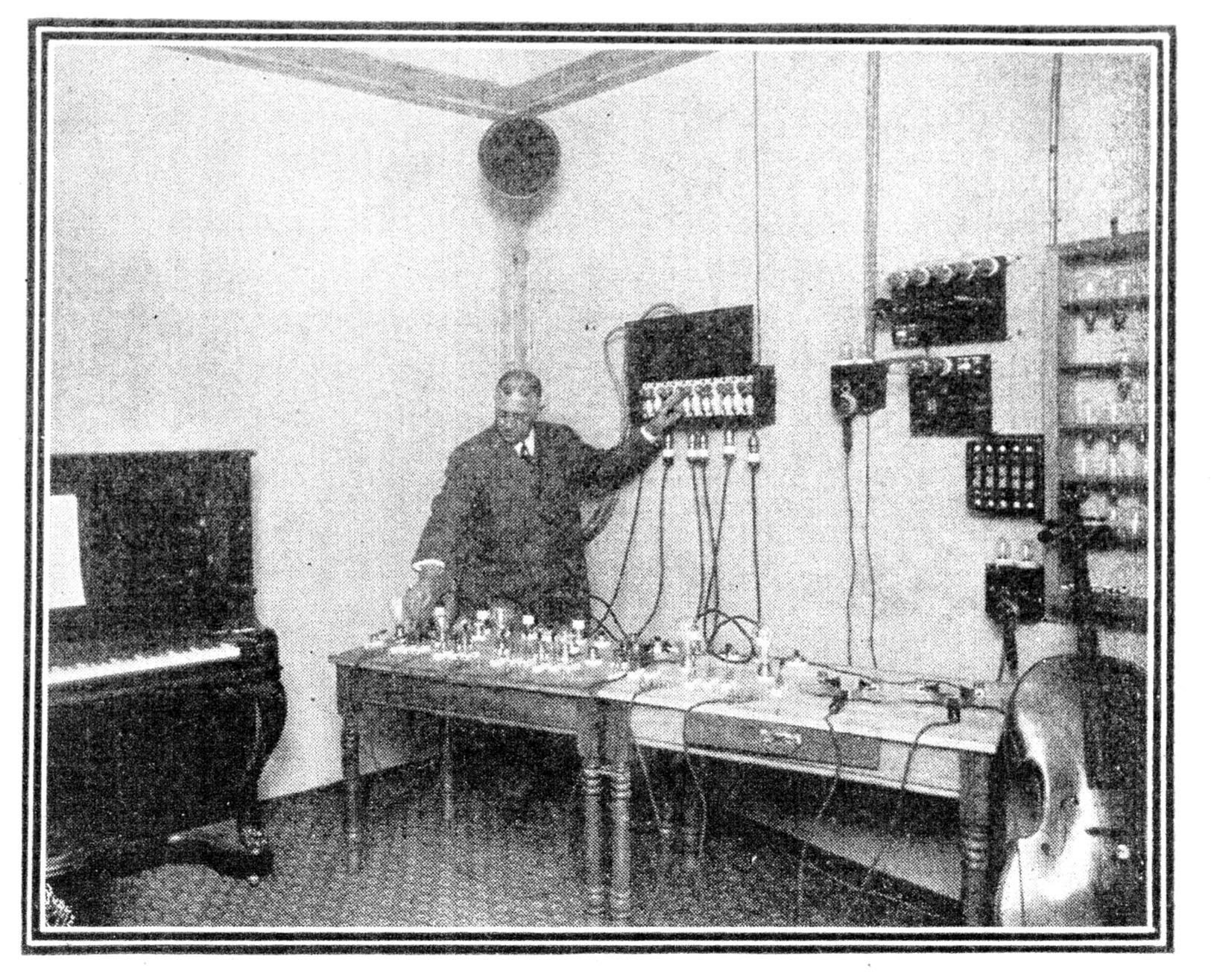
Immagine dimostrativa di un centralino del 1913 a Chicago

Dopo l'approvazione della Legge 15 febbraio 1903, che prevedeva il collegamento telefonico diretto tra tutti i 69 capoluoghi di provincia, aumentarono le pressioni delle realtà economiche e produttive locali per potere ottenere un impianto telefonico a Crema; era già in essere un progetto per il collegamento diretto Cremona-Milano con Crema, Soresina e Casalbuttano; tuttavia, grazie agli intraprendenza di Luciano Grioni e dell'imprenditore lodigiano Carlo Conca nel 1904 arrivò la concessione del Ministero delle poste e dei telegrafi per l’esercizio telefonico sulla linea Lodi-Crema-Milano realizzata dalla Società Zurighese; il Degrada concesse il suo fabbricato per stabilirvi la prima sede provvisoria che fu inaugurata l'11 aprile effettuando le prime chiamate dimostrative alla presenza delle autorità; seguirono gli allacciamenti con gli abbonati e la rete fu completata nel mese di ottobre. Nei locali di Via Civerchi fu allestito anche un posto pubblico con cabina riservata.
Il Degrada morì nel 1927 e il fabbricato fu acquistato da monsignor Amilcare Mosconi per ricavarvi un collegio diocesano; alla sua scomparsa, avvenuta nel 1955 lo stabile fu acquistato dalla diocesi di Crema.
Nel 1948 sulla spinta della Curia vescovile venne aperta a Vaiano Cremasco la Scuola Artigianelli che nel 1952 fu trasferita in questo stabile sotto la direzione di monsignor Angelo Madeo. Organizzava corsi di avviamento professionale per ragazzi di durata quadriennale autorizzati dal Consiglio Provinciale per l’istruzione tecnica. Tre gli indirizzi di studio: falegnameria, tipografia e meccanica con saldatura. Il vescovo nominava il Consiglio di Amministrazione e la scuola poteva contare sia su fondi ministeriali sia da elargizioni provenienti da istituti di credito. Grazie alle sei ore giornaliere di pratica e le sole due ore dedicate allo studio spesso la frequentazione dell'Istituto costituiva per le aziende locali una preferenza per il reperimento di apprendisti; la tipografia serviva anche la società editrice Buona Stampa.
Nel 1962 la porzione di fabbricato che si affacciava su Via Riva Fredda fu demolita per ricavarvi più moderne aule e laboratori, la stessa ala che, esaurite le funzioni della scuola professionale, negli anni ottanta ospitò una succursale dell’Istituto professionale per il commercio.

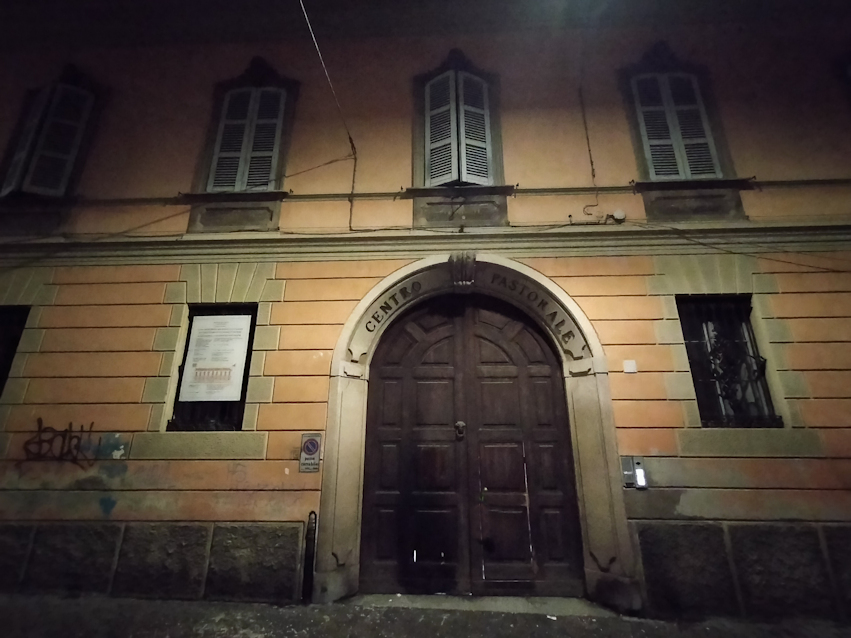
L'ingresso.

Dall'anno 2013 la Fondazione Caritas Monsignor Angelo Madeo gestisce il Rifugio San Martino dove, al primo piano, diciotto posti letto vengono messi a disposizione nei mesi invernali per l'accoglienza dei senza dimora.

## Personalità legate al palazzo
- Monsignor Amilcare Mosconi, che fu proprietario istituendovi un collegio vescovile, fu anche l'artefice per l'istituzione della Casa alpina Cremasca di Avolasio, pensata inizialmente quale colonia estiva montana per i figli dei soldati della prima guerra mondiale; successivamente nel secondo dopo guerra l'Azione cattolica ne fece una casa di vacanza per i figli delle famiglie meno abbienti. Dagli anni settanta è divenuta sede di campi scuola[15].
- Monsignor Angelo Madeo, fondatore della Scuola Artigianelli, dopo aver espletato vari incarichi, nel 1955 veniva nominato parroco della cattedrale[16]; nel 1969 decideva di farsi missionario: operò nel Dahomey, l’attuale Benin,  dove migliorò una scuola professionale già esistente a Bohicon sulla base dell’esperienza maturata a Crema, modernizzandola facendo pervenire attrezzature dall'Italia[17][10]; istituì anche un lebbrosario, un orfanotrofio, una casa parrocchiale. un pensionato per ragazze provenienti da villaggi sperduti per poter permettere loro di frequentare una scuola[10]; morì nel 1984 dopo aver contratto una malattia tropicale.